# Bommanhal - (Ej), Sindhnur
Bommanhal - (Ej) là một làng thuộc tehsil Sindhnur, huyện Raichur, bang Karnataka, Ấn Độ.